# Трафалгар сквер
Трг Трафалгар (енгл. Trafalgar Square) је трг који се налази у Лондону, Енглеска. Име овог трга долази од британске победе у Наполеоновим ратовима у истоименој бици из 1805. године. У почетку је као друга варијанта за име трга била и Вилијам IV.
Године 1820, принц је наредио архитекти Џону Нешу да започне са зидањем пројекта ове области. Међутим, данашња архитектура трга је дело Сер Чарлса Барија, и завршен је 1845. године. Последњи пут трг је реконструисан 2003. године. 
Данас овај трг је један од највећих туристичких атракција у Лондону, познат по месту где се скупљају бели голубови.